# Władysław Kołakowski
Władysław Kołakowski, ps. Tygrys, Konrad Maj, Ignacy, Jan Celiński (ur. 3 października 1884 r. w Żbikowie, zm. 4 września 1970 r. w Łodzi) – działacz Polskiej Partii Socjalistycznej i PPS – Frakcji Rewolucyjnej, członek jej Organizacji Bojowej, jeden z dziesięciu więźniów uwolnionych z Pawiaka w 1906 r.

## Biogram
Pochodził z rodziny robotniczej, jego rodzicami byli Bronisław Konstanty Kołakowski i Marianna z domu Grass. Ukończył sześcioklasową szkołę miejską w Warszawie. W 1902 r. wstąpił do tajnego koła Młodzieży Socjalistycznej, następnie podjął działalność w Polskiej Partii Socjalistycznej. Od 1903 r. pracował w warszawskiej Gazowni. Był członkiem Komitetu Dzielnicowego PPS na Woli, a jednocześnie Organizacji Bojowej. Podczas rewolucji 1905 r. uczestniczył w wielu akcjach zbrojnych i zamachach, używał w tym okresie pseudonimu konspiracyjnego „Tygrys”.
Pod koniec 1905 r. został aresztowany po stawieniu zbrojnego oporu rosyjskiemu patrolowi, który chciał go zatrzymać. Osadzony na Pawiaku, po śledztwie, za udział w 11 aktach terroru (m.in. zabójstwa policjantów, zamach bombowy na gen. Skałona, napad ekspropriacyjny na kantor Prywesa), do czego się nie przyznał, otrzymał wyrok śmierci razem z dziewięcioma towarzyszami. Jednak nocą z 23 na 24 kwietnia 1906 r. zostali oni uwolnieni dzięki przez bojowców PPS pod wodzą Jana „Jura” Gorzechowskiego, którzy w przebraniu żandarmów, posługując się sfałszowanymi rozkazami, wywieźli ich w karetce więziennej. Zbiegowie przebrali się w cywilną odzież, zostali zaopatrzeni w broń, ruble i nowe dokumenty (papiery Kołakowskiego wystawione były na nazwisko Konrada Maja). Bezzwłocznie też odjechali z Dworca Wiedeńskiego pociągiem zmierzającym w kierunku Krakowa, ale Kołakowski wraz z jednym towarzyszem przesiadł się w Koluszkach na pociąg do Łodzi. Od ok. 28 kwietnia przez tydzień psychiatra dr Jan Mazurkiewicz ukrywał ich w celi zakładu dla umysłowo chorych „Kochanówek” pod Łodzią. Potem Kołakowski pod fałszywym nazwiskiem pracował przez sześć tygodni jako nauczyciel w szkole ludowej w Burzeninie, a następnie w kopalni „Saturn” w Zagłębiu. Stamtąd wyjechał wreszcie z Kongresówki i latem 1906 r. przez dwa miesiące przebywał w majątku prof. Odona Bujwida pod Krakowem.
Wbrew otrzymanemu rozkazowi organizacyjnemu odmówił wyjazdu do USA, za co musiał stanąć do raportu przed Piłsudskim. Mimo zagrożenia dekonspiracją na własną prośbę kontynuował jednak działalność bojową w Łódzkiem pod kierownictwem Józefa „Montwiłła” Mireckiego, zmieniwszy jedynie pseudonim na „Ignacy”, pod którym wziął udział w akcji pod Rogowem i wielu innych, odnosząc tylko raz rany od postrzału śrutem (opatrzył go wtedy dr Mieczysław Michałowicz).
Pod koniec 1907 r., w trakcie przygotowań do likwidacji prowokatorów Ochrany Sankowskiego i Dyrcza w Warszawie, został ponownie aresztowany i tym razem osadzony w X Pawilonie Cytadeli. Posługiwał się wówczas kolejną fałszywą tożsamością, występując jako Jan Celiński. Wprawdzie strażnik Ciupiński rozpoznał go, ale nie wydał, a twierdzeniom innego więźnia nie dano wiary, dzięki czemu Kołakowski nie został zdekonspirowany jako jeden z dziesięciu uwolnionych rok wcześniej z Pawiaka. Skazano go najpierw na 4 lata więzienia, a następnie jeszcze na 12 lat katorgi za przestępstwa polityczne, do czego przyczyniły się zeznania zdrajcy Antoniego Sukiennika. W sierpniu 1914 r. – wobec wybuchu wojny – został wraz z innymi aresztantami ewakuowany do Orła nad Oką, gdzie wyszedł na wolność po wybuchu rewolucji lutowej 1917 r. i pracował jako ślusarz w fabryce amunicji. W zrewoltowanej Rosji, jak sam relacjonował, pełnił funkcję członka Komitetu Wykonawczego Guberni Orłowskiej i przedstawiciela orłowskiej grupy PPS przy Czeka, natomiast według Aleksandra Kochańskiego i innych badaczy – Kołakowski był w latach 1917-1921 pracownikiem oświatowym i funkcjonariuszem Czeki w Orle, a także należał do Rosyjskiej Partii Komunistycznej (bolszewików).
Do Polski wrócił w 1922 r. Po repatriacji pracował jako pomocnik zawiadowcy tartaków w Ujeździe i Zagórzu w Łódzkiem, następnie zaś jako kierownik zakładów państwowego monopolu spirytusowego w Radomsku, a w latach 30. – fabryki monopolu spirytusowego przy ul. Rokicińskiej 26 w Łodzi. W 1931 r. był konsultantem przy powstawaniu filmu fabularnego Dziesięciu z Pawiaka w reżyserii Ryszarda Ordyńskiego według scenariusza Ferdynanda Goetla. Obraz – reklamowany jako „sensacyjny, patriotyczny, a zarazem miłosny film osnuty na prawdzie” – nie podobał się Kołakowskiemu, bo (jak powiedział Krystynie Kolińskiej) „za dużo w nim było […] miłostek, […] a sama akcja była tylko tłem”. 
Na początku 1940 r. został wraz z żoną i dwojgiem dzieci wysiedlony przez Niemców ze swojego mieszkania na łódzkim Osiedlu im. Montwiłła-Mireckiego przy al. Unii 18 (obecnie al. Unii Lubelskiej) i był przetrzymywany w obozie na ul. Łąkowej. Po zakończeniu II wojny światowej powrócił razem z rodziną na łódzkie osiedle i osiadł w sąsiednim domu przy ul. Daniłowskiego, gdzie – wkrótce potem owdowiały – mieszkał aż do śmierci z córką, Eugenią. Pracował jako urzędnik do 1952 r., kiedy przeszedł na rentę. Działał w Związku Bojowników o Wolność i Demokrację, został odznaczony Krzyżem Kawalerskim Orderu Odrodzenia Polski. Zmarł jako ostatni spośród „dziesięciu z Pawiaka”.